# هری نودسن
هری نودسن (انگلیسی: Harry Knudsen; ۴ مارس ۱۹۱۹ – ۱ سپتامبر ۱۹۹۸) قایقران روئینگ اهل دانمارک بود.